# Ingesta diària admissible
La ingesta diària admissible (en anglès: Acceptable daily intake o ADI) és una mesura de la quantitat d'una substància química (originàriament aplicable als additius alimentaris, més tard també per als residus de fàrmacs veterinaris i plaguicides) en aliments o aigua potable que es pot ingerir diàriament al llarg de la vida sense risc apreciable en la salut humana. L'ADI s'expressa normalment en mil·ligrams de la substància per quilograms de pes corporal i dia. La ingesta diària tolerable (en anglès: tolerable daily intake o TDI) és un concepte equivalent que només es fa servir per l'efecte dels contaminants als aliments o aigua de boca.

## Història
Aquest concepte va ser introduït per primera vegada l'any 1961 per part del Joint FAO/WHO Expert Committee on Food Additives (JECFA), un comitè de dos organismes de les Nacions Unides, la FAO i l'OMS (WHO), i posteriorment adoptat pel Joint FAO/WHO EXpert Committee on Pesticide Residues el 1962.

## Concepte
Els valor de l'ADI s'obté a partir de recerca científica per experimentació en animals. En primer lloc es determina la dosi més elevada d'una substància que no causa efectes tòxics (No Observed Adverse Effect Level, NOAEL) en animals d'experimentació o, alternativament, la dosi més baixa que causa efectes tòxics (Lowest Observed Adverse Effect Level, LOAEL) o la dosi de referència (Benchmark Dose Level, BMD). A continuació, es divideix el NOAEL (o els altres punts de partida) per un factor de seguretat o d'incertesa.
ADI = NOAEL (o equivalent) / factors d'incertesa
Els factors d'incertesa tenen en compte les diferències de resposta entre els animals i les persones (factor de 10), les diferències en la sensibilitat entre humans (factor de 10), les deficiències experimentals (per exemple, un nombre limitat d'animals o extrapolar un estudi a curt termini a toxicitat crònica), l'ús del LOAEL enlloc del NOAEL (factor de 10), o l'avaluació de risc en infants (factor de 10). Es poden aplicar altres factors d'incertesa segons la informació toxicocinètica o toxicodinàmica disponible. Tradicionalment, per calcular l'ADI a partir del NOAEL s'utilitza un factor d'incertesa combinat de 100 (10 per la variabilitat entre espècies i 10 per la variabilitat entre humans). Si l'ADI està basat en dades sobre humans el factor de seguretat normalment és 10 en lloc del 100.
S'ha de tenir en compte que la situació canvia en els infants. L'ADI no té en compte les possibles al·lèrgies individuals. Com més alt sigui l'ADI més grans són les quantitats segures per ingestió regular.